# Sancibrián
Sancibrián es una localidad ubicada en la zona septentrional del municipio cántabro de Santa Cruz de Bezana. Dista 2,9 kilómetros de la capital municipal. Tiene una altitud de 21 m s. n. m. Su población en el año 2008 era de 1905 habitantes.
Es una de las siete localidades de Santa Cruz de Bezana (Sancibrián, Soto de la Marina, Prezanes, Bezana, Maoño, Azoños y Mompía). Cuenta con un módulo de educación infantil. 

## Monumentos
- Ermita de San Cipriano: Situada en el centro del núcleo urbano, fue construida a mediados del siglo XV y reformada en el siglo XVIII. Es un templo de mampostería, de poca altura, con una sola nave y portalada. El entorno de la ermita ha sido mejorado en los últimos años con la construcción de un parque y la mejora del acceso a la ermita.[1]

## Deportes
Es sede del equipo de bolo palma Construcciones Conspur, que juega en la liga de 2ª división, grupo primero regional de Cantabria donde ascendieron tras la temporada 2022.